# Nick Evangelista
Nick Evangelista (geboren 1949) ist ein US-amerikanischer Fechtmeister, Buchautor und Herausgeber.
Evangelista wuchs Burbank auf. In den 1970ern erlernte er in Hollywood das Fechten bei Ralph Faulkner, einen Olympiateilnehmer und Schauspieler. Später unterrichtete er das Fechten selber, unter anderem das Theaterfechten bei University of California, Los Angeles oder der San Diego Opera. 2001 erwarb er einen Bachelor der Geschichtswissenschaft an der Southwest Missouri State University. Evangelista schreibt seit 1995 Bücher zum Thema Fechten und war von 1999 bis 2006 Herausgeber des Fencers Quarterly Magazin.

## Werke
- The Encyclopedia of the Sword, 1995, ISBN 0-313-27896-2
- The Art and Science of Fencing, 1996, ISBN 1-57028-075-4
- Fighting with Sticks, 1998, ISBN 978-1-55950-176-7
- The Inner Game of Fencing, 2000, ISBN 1-57028-230-7
- The Woman Fencer, 2001, ISBN 978-1-930546-48-6